# Про злидні

Обкладинка книги «Злидні. Українська народна казка», видавництво «Микко», 2012 рік, ілюстрації — Наталя Шерстюк

Кадр з мультфільму «Злидні».

«Казка про злидні» (Злидні) — українська народна казка, яка належить до чарівних казок. Підґрунтям для сюжету казки є уявлення про міфологічних істот — злиднів.
Відповідно до світосприйняття українського народу, злидні — злі хатні духи, які приносять у дім розруху та бідність, заважають господарям справно вести господарство.

## Образна система казки
- Два брати: багатий — злий, бідний — добрий (архаїчні прототипи добра та зла).
- Злидні (першопричина всіх бід та розрухи в житті людини).

## Сюжет
Бідний брат просить у багатого допомоги, оскільки не в силах прогодувати свою сім'ю. Той відмовляє у допомозі. Випадково бідний брат знаходить у своїй хаті злиднів та хитрістю закриває їх у пляшці. Пляшку вкидає в болото. Після цього в сім'ї бідняка стаються переміни: господарство потроху відроджується, на полі все родить. Багатий випитує у свого брата, як тому вдалося досягнути успіху. Після розмови, багач знаходить та звільняє злиднів. Проте ті вже не хочуть іти до свого попереднього господаря і йдуть до оселі багатія. Як результат, господа багатія починає занепадати.